# K Callan
Katherine Elizabeth Callan (Dallas, 9 de enero de 1936), conocida en el ámbito profesional como K Callan, es una actriz y escritora estadounidense, popular por su interpretación de Martha Kent en la serie de televisión de la ABC Lois & Clark: The New Adventures of Superman.

## Carrera
Nacida en Dallas, Texas, Callan registró su primera aparición en televisión en un episodio de Route 66 que se grabó en su ciudad natal. En la década de 1970 registró apariciones en los seriados One Day at a Time, St. Elsewhere, Carnivàle, JAG, Coach y King of the Hill. Interpretó un papel importante en el laureado episodio "Cousin Liz" de All in the Family y encarnó a la madre de April Stevens Ewing en algunos episodios de la penúltima temporada de la serie Dallas. Más recientemente apareció en episodios de las series Desperate Housewives, How I Met Your Mother y Heroes.
Integró el reparto de las películas Joe (1970), The Onion Field, (1979), A Touch of Class (1973), American Gigolo (1980), A Change of Seasons (1980), Fast-Walking (1982), Nine Lives (2005), 88 Minutes (2007) y Knives Out (2019).
Escribió algunos libres, entre los que destacan The Script Is Finished, Now What Do I Do?, Directing your Directing Career y How to Sell Yourself as an Actor. Recibió su formación actoral en el HB Studio de Nueva York.

## Filmografía

### Cine
| Año  | Título                     | Personaje               | Observaciones |
| ---- | -------------------------- | ----------------------- | ------------- |
| 1970 | Joe                        | Mary Lou Curran         |               |
| 1971 | Lady Liberty               | Mujer en el subterráneo | No acreditada |
| 1972 | Hail                       | Sra. Burd               |               |
| 1973 | A Touch of Class           | Patty Menkes            |               |
| 1979 | Fast Break                 | Sra. Tidwell            |               |
| 1979 | The Onion Field            | Sra. Powell             |               |
| 1980 | American Gigolo            | Lisa Williams           |               |
| 1980 | A Change of Seasons        | Alice Bingham           |               |
| 1982 | Fast-Walking               | Gerente del motel       |               |
| 1991 | The Unborn                 | Martha Wellington       |               |
| 1991 | Frankie and Johnny         | Madre de Frankie        |               |
| 1998 | Border to Border           | Sra. Piston             |               |
| 1999 | A Fare to Remember         | Ginny                   |               |
| 2002 | Devious Beings             | Lady Jane               |               |
| 2005 | Nine Lives                 | Marisa                  |               |
| 2005 | Crazylove                  | Sra. Hallstrom          |               |
| 2006 | Midnight Clear             | Eva                     |               |
| 2007 | Coyote County Loser        | Maggie Hopps            |               |
| 2007 | 88 Minutes                 | Shelly Barnes           |               |
| 2008 | Downloading Nancy          | Carol                   |               |
| 2010 | Why Did I Get Married Too? | Sra. Tannenbaum         |               |
| 2012 | Not That Funny             | Toogey Richmonde        |               |
| 2013 | Samuel Bleak               | Elaine                  |               |
| 2019 | Knives Out                 | Wanetta Thrombey        |               |

### Televisión
| Año       | Título                                       | Papel                      | Notas           |
| --------- | -------------------------------------------- | -------------------------- | --------------- |
| 1962      | Route 66                                     | Operadora de Western Union | 1 episodio      |
| 1972      | Great Performances                           | Evelyn Jackson             | 1 episodio      |
| 1976-1977 | One Day at a Time                            | Alice Butterfield          | 4 episodios     |
| 1977      | Barney Miller                                | Gwen Baxter                | 1 episodio      |
| 1977      | Fish                                         | Sra. Lester                | 2 episodios     |
| 1977      | All in the Family                            | Veronica Cartwright        | 1 episodio      |
| 1977      | James at 16                                  | Sra. Stevens               | 1 episodio      |
| 1977      | Rhoda                                        | Dra. Sanders               | 1 episodio      |
| 1978      | Family                                       | Sophie Sullivan            | 1 episodio      |
| 1979      | Ike: The War Years                           | Sra. Westerfield           | Telefilme       |
| 1979      | Blind Ambition                               | Sra. Kleindienst           | Miniserie       |
| 1982      | Police Squad!                                | Charlotte Burton           | 1 episodio      |
| 1983      | Cutter to Houston                            | Connie Buford              | Papel principal |
| 1983      | Newhart                                      | Janet Ebersol              | 1 episodio      |
| 1985      | Hollywood Wives                              | Catherine                  | Miniserie       |
| 1985      | St. Elsewhere                                | Patty Galecki              | 2 episodios     |
| 1986      | It's A Living                                | Madre de Dot               | 1 episodio      |
| 1989      | Quantum Leap                                 | Lenore Mackenzie           | 1 episodio      |
| 1990      | Dallas                                       | Amy Stevens                | 4 episodios     |
| 1993-1997 | Lois & Clark: The New Adventures of Superman | Martha Kent                | Papel regular   |
| 1993      | Star Trek: Deep Space 9                      | Alsia                      | 1 episodio      |
| 2000      | Diagnosis: Murder                            | Varios papeles             | 1 episodio      |
| 2003-2005 | Carnivale                                    | Eleanor McGill             | 8 episodios     |
| 2006      | Cold Case                                    | Helen Russell              | 1 episodio      |
| 2007-2012 | How I Met Your Mother                        | Abuela Lois                | 3 episodios     |
| 2009-2010 | Meet The Browns                              | Daisy LaRue                | 20 episodios    |
| 2013      | Getting On                                   | Susan Dayward              | 3 episodios     |
| 2016      | Veep                                         | Judy Sherman               | Papel regular   |
| 2011;2020 | NCIS                                         | Varios papeles             | 2 episodios     |